# VTJ Dukla Valašské Meziříčí
VTJ Dukla Valašské Meziříčí (celým názvem: Vojenská tělovýchovná jednota Dukla Valašské Meziříčí) byl československý klub ledního hokeje, který sídlil ve Valašském Meziříčí ve Zlínském kraji . Klub vznikl v roce 1959, který hrával především v nižších krajských přeborů. Největším úspěchem klubu byl postup z krajského přeboru do hokejové divize v ročníku 1971/72 (tehdy třetí nejvyšší soutěž). Jedinou sezonu odehráli v hokejové divize, ve které se umístili v sezoně 1972/73 na šestém místě. Před začátkem ročníku 1973/74 odstoupili ze soutěže. V sezoně 1974/75 ovládli krajský přebor a znovu postoupili do hokejové divize, po reorganizací soutěži patřili hokejové divize ke čtvrté nejvyšší soutěži v československu.

## Přehled ligové účasti
Stručný přehled
Zdroj:    
- 1971–1972: Severomoravský krajský přebor sk. B (4. ligová úroveň v Československu)
- 1972–1973: Divize – sk. F (3. ligová úroveň v Československu)
- 1973–1974: Divize – sk. F (4. ligová úroveň v Československu)
- 1974–1975: Severomoravský krajský přebor (5. ligová úroveň v Československu)
- 1975–1977: Divize – sk. D (4. ligová úroveň v Československu)
- 1977–1979: Severomoravský krajský přebor (4. ligová úroveň v Československu)
- 1979–1982: Severomoravský krajský přebor (3. ligová úroveň v Československu)

Jednotlivé ročníky
Legenda: ZČ - základní část, červené podbarvení - sestup, zelené podbarvení - postup, fialové podbarvení - reorganizace, změna skupiny či soutěže
| Československo (1971 – 1982) |                                     |           |           |                                       |                       |
| Sezóny                       | Soutěž                              | Úroveň    | ZČ        | Play-off, nadstavba, sk. o udržení... | Poznámky              |
| 1971/72                      | Severomoravský krajský přebor sk. B | 4. úroveň | 1. místo  |                                       | Postup                |
| 1972/73                      | Divize – sk. F                      | 3. úroveň | 6. místo  |                                       | Reorganizace          |
| 1973/74                      | Divize – sk. F                      | 4. úroveň | –. místo  |                                       | Odstoupení ze soutěže |
| 1974/75                      | Severomoravský krajský přebor       | 5. úroveň | 1. místo  |                                       | Postup                |
| 1975/76                      | Divize – sk. D                      | 4. úroveň | 7. místo  |                                       |                       |
| 1976/77                      | Divize – sk. D                      | 4. úroveň | 4. místo  |                                       | Reorganizace          |
| 1977/78                      | Severomoravský krajský přebor       | 4. úroveň | 2. místo  |                                       |                       |
| 1978/79                      | Severomoravský krajský přebor       | 4. úroveň | 2. místo  |                                       | Reorganizace          |
| 1979/80                      | Severomoravský krajský přebor       | 3. úroveň | 7. místo  |                                       |                       |
| 1980/81                      | Severomoravský krajský přebor       | 3. úroveň | 7. místo  |                                       |                       |
| 1981/82                      | Severomoravský krajský přebor       | 3. úroveň | 10. místo |                                       | Sestup                |